# Liste der Mitglieder des Sächsischen Landtags in der Weimarer Republik (4. Wahlperiode)
Diese Liste gibt einen Überblick über die Mitglieder des Sächsischen Landtags in der Weimarer Republik vom 6. Juni 1929 bis zum 30. Mai 1930.
Die Wahlen zum 4. Sächsischen Landtag fanden am 12. Mai 1929 statt.

## Zusammensetzung
- KPD: 12
- SPD: 33
- ASPD: 2
- DDP: 4
- WP: 11
- DVP: 13
- SLV: 5
- VRP: 3
- DNVP: 8
- NSDAP: 5

| Fraktion (Partei)                              | Abkürzung | Sitze |
| ---------------------------------------------- | --------- | ----- |
| Sozialdemokratische Partei Deutschlands        | SPD       | 33    |
| Deutsche Volkspartei                           | DVP       | 13    |
| Kommunistische Partei Deutschlands             | KPD       | 12    |
| Wirtschaftspartei                              | WP        | 11    |
| Deutschnationale Volkspartei                   | DNVP      | 8     |
| Nationalsozialistische Deutsche Arbeiterpartei | NSDAP     | 5     |
| Sächsisches Landvolk                           | SLV       | 5     |
| Deutsche Demokratische Partei                  | DDP       | 4     |
| Reichspartei für Volksrecht und Aufwertung     | VRP       | 3     |
| Alte Sozialdemokratische Partei Deutschlands   | ASPD      | 2     |
| gesamt                                         |           | 96    |

## Vorstand des Landtages
- Präsident des Landtags:
Kurt Weckel (SPD)
- 1. stellvertretender Präsident:
August Eckardt (DNVP)
- 2. stellvertretender Präsident:
Hugo Hickmann (DVP)
- Schriftführer:
Bernhard Claus (DDP)
Oscar Günther (Wirtschaftspartei)
Otto Herrmann (KPD)
Karl Kautzsch (SPD)
Max Mucker (SPD)
Johannes Wallner (VRP)

## Fraktionsvorsitzende
- Fraktion der SPD
 Karl Böchel
- Fraktion der DVP
Bernhard Blüher
- Fraktion der KPD
Rudolf Renner
- Fraktion der Wirtschaftspartei
Hermann Kaiser
- Fraktion der DNVP
Johann Christian Eberle
- Fraktion der NSDAP
Manfred von Killinger
- Fraktion des Sächsischen Landvolks
Max Schreiber 
Richard Schladebach ab 26. November 1929
- Fraktion der DDP
Julius Dehne

## Abgeordnete
| Name                    | Fraktion             | Anmerkungen                                        |
| ----------------------- | -------------------- | -------------------------------------------------- |
| Karl Arndt              | SPD                  |                                                    |
| Hermann Aßmann          | Wirtschaftspartei    |                                                    |
| Bernhard Blüher         | DVP                  | Fraktionsvorsitzender                              |
| Karl Böchel             | SPD                  | Fraktionsvorsitzender                              |
| Arthur Bretschneider    | DDP                  |                                                    |
| Wilhelm Buck            | ASPD                 |                                                    |
| Mily Bültmann           | DNVP                 |                                                    |
| Wilhelm Bünger          | DVP                  |                                                    |
| Bernhard Claus          | DDP                  |                                                    |
| Julius Dehne            | DDP                  | Fraktionsvorsitzender                              |
| Johannes Dieckmann      | DVP                  |                                                    |
| Alfred Dobbert          | SPD                  |                                                    |
| Walter Dönicke          | NSDAP                |                                                    |
| Johann Christian Eberle | DNVP                 | Fraktionsvorsitzender                              |
| Emil Ebert              | SPD                  |                                                    |
| August Eckardt          | DNVP                 | 1. stellvertretender Landtagspräsident             |
| Oskar Edel              | SPD                  |                                                    |
| Max Enterlein           | Wirtschaftspartei    |                                                    |
| Christian Ferkel        | SPD                  |                                                    |
| Karl Fritsch            | NSDAP                |                                                    |
| Kurt Fritzsche          | DNVP                 |                                                    |
| Franz Frucht            | DVP                  |                                                    |
| Arthur von Fumetti      | VRP                  |                                                    |
| Hans Geiser             | SPD                  |                                                    |
| Karl Gerlach            | SPD                  |                                                    |
| Lene Glatzer            | KPD                  |                                                    |
| Georg Graupe            | SPD                  | ersetzt am 25. Februar 1930 durch Robert Müller    |
| Oscar Günther           | Wirtschaftspartei    |                                                    |
| Oswald Güttler          | SPD                  |                                                    |
| Joseph Hardt            | DVP                  |                                                    |
| Erwin Hartsch           | SPD                  |                                                    |
| Alfred Hauffe           | Sächsisches Landvolk |                                                    |
| Max Heldt               | ASPD                 |                                                    |
| Max Hentschel           | Wirtschaftspartei    |                                                    |
| Otto Herrmann           | KPD                  |                                                    |
| Paul Herrmann           | SPD                  |                                                    |
| Hugo Hickmann           | DVP                  | 2. stellvertretender Landtagspräsident             |
| Walter Huhn             | DVP                  |                                                    |
| Alfred Kaden            | DNVP                 |                                                    |
| Hermann Kaiser          | Wirtschaftspartei    |                                                    |
| Hermann Kastner         | DDP                  |                                                    |
| Karl Kautzsch           | SPD                  |                                                    |
| Oskar Kießling          | Wirtschaftspartei    |                                                    |
| Manfred von Killinger   | NSDAP                | Fraktionsvorsitzender                              |
| Otto Kretschmar         | DNVP                 |                                                    |
| Alfred Kunath           | Wirtschaftspartei    |                                                    |
| Erich Kunz              | NSDAP                |                                                    |
| Richard Lange           | KPD                  |                                                    |
| Hermann Liebmann        | SPD                  |                                                    |
| Walter Lippe            | DVP                  |                                                    |
| Richard Lunze           | DVP                  |                                                    |
| Friedrich Mack          | VRP                  |                                                    |
| Cuno Meyer              | NSDAP                |                                                    |
| Richard Mildenstrey     | KPD                  |                                                    |
| Max Mucker              | SPD                  |                                                    |
| Friedrich Max Müller    | SPD                  |                                                    |
| Gustav Müller           | SPD                  |                                                    |
| Kurt Müller             | SPD                  |                                                    |
| Robert Müller           | SPD                  | nachgerückt am 25. Februar 1930 für Georg Graupe   |
| Otto Nebrig             | SPD                  |                                                    |
| Alfred Neu              | SPD                  |                                                    |
| Margarete Nischwitz     | KPD                  |                                                    |
| Max Ernst Opitz         | KPD                  |                                                    |
| Rudolf Renner           | KPD                  | Fraktionsvorsitzender                              |
| Hugo Sachse             | Wirtschaftspartei    |                                                    |
| Ernst Scheffler         | KPD                  |                                                    |
| Richard Schladebach     | Sächsisches Landvolk | Fraktionsvorsitzender                              |
| Marie Martha Schlag     | SPD                  |                                                    |
| Otto Schleinitz         | SPD                  |                                                    |
| Iselin Schmidt          | DVP                  |                                                    |
| Max Richard Schneider   | KPD                  |                                                    |
| Johannes Schöning       | SPD                  |                                                    |
| Max Schreiber           | Sächsisches Landvolk | ersetzt am 22. Oktober 1929 durch Curt Winkler     |
| Ernst Schulze           | SPD                  |                                                    |
| Albert Schwarz          | SPD                  | ersetzt am 22. Oktober 1929 durch Hermann Tempel   |
| Georg Schwarz           | KPD                  |                                                    |
| Bruno Siegel            | KPD                  |                                                    |
| Johannes Siegert        | DNVP                 | Fraktionsvorsitzender                              |
| Josef Siegnoth          | SPD                  |                                                    |
| Kurt Sindermann         | KPD                  |                                                    |
| Jakob Spittank          | Sächsisches Landvolk |                                                    |
| Hermann Tempel          | SPD                  | nachgerückt am 22. Oktober 1929 für Albert Schwarz |
| Bertha Thiel            | SPD                  |                                                    |
| Elise Thümmel           | SPD                  |                                                    |
| Alfred Troll            | Sächsisches Landvolk |                                                    |
| Guido Uhlig             | SPD                  |                                                    |
| Arthur Ulbrich          | DVP                  |                                                    |
| Kurt Vogel              | SPD                  |                                                    |
| Hermann Voigt           | DVP                  |                                                    |
| Georg Wagner            | DNVP                 |                                                    |
| Richard Wagner          | Wirtschaftspartei    |                                                    |
| Johannes Wallner        | VRP                  |                                                    |
| Hugo Weber              | Wirtschaftspartei    |                                                    |
| Kurt Weckel             | SPD                  | Landtagspräsident                                  |
| Johann Wehle            | SPD                  |                                                    |
| August Wilde            | SPD                  |                                                    |
| Walter Woldemar Wilhelm | Wirtschaftspartei    |                                                    |
| Curt Winkler            | Sächsisches Landvolk | nachgerückt am 22. Oktober 1929 für Max Schreiber  |
| Georg Winkler           | DVP                  |                                                    |